# Grand Theft Auto: Vice City
Grand Theft Auto: Vice City (skraćeno GTA: VC) je akcijsko-avanturistička sandbox videoigra, proizvođača Rockstar Northa (bivši DMA Design) i izdavača Rockstar Gamesa. Ova je igra druga Grand Theft Auto serijalu s 3D formatom, i ukupno šesta igra. Prvi put u prodaju u Sjevernoj Americi izašla je 27. listopada 2002. za PlayStation 2 i kasnije je 2003. proizvedena za Xbox i PC. Vice City je nasljenik igre Grand Theft Auto III, a nakon nje je izdan Grand Theft Auto: San Andreas.
Vice City i njegova radnja temelje se na američkoj kulturi 1980-ih. Radnja je smještena u 1986. u Vice Cityju, fiktivnom gradu po uzoru na Miami, priča se vrti oko mafijaša Tommy Vercettija, koji je tek izašao iz zatvora. Nakon neuspjeha s poslom u vezi s drogom, Tommy traži odgovorne i polako gradi kriminalno carstvo vezivanjem snaga s ostalim gradskim kriminalnim organizacijama. Igra koristi sličnu engine verziju kao i Grand Theft Auto III, sličnost se vidi s punom slikom grada, punim zgrada, vozila i ljudi. Kao ostale igre u serijalu, Vice City sadrži elemente trkaće igre i third-person shootera, te "otvoreno" igranje gdje se može slobodno kretati i stjecati iskustvo.
Nakon svog izlaska, GTA: Vice City je postala najprodavanija igra 2002. godine. Od srpnja 2006., Vice City je na američkom tržištu postao najprodavanija PlayStation 2 igra svih vremena. Vice City  se također pojavio na japanskom magazinu "Famitsu" i njegovom popisu 100 najpopularnijih videoigara 2006., što je jedina zapadna igra na popisu. Nakovn uspjeha, Vice City izlazi diljem Europe, Australije i Japana, kao i za PC. Rockstar Vienna također izdaje prethodnika, Grand Theft Auto III, i prodaje ih zajedno kao Grand Theft Auto: Double Pack za Xbox. Radnja Vice Cityja se također ponavlja u igri Grand Theft Auto: Vice City Stories, koja služi kao prethodnik događaja u GTA: Vice City.

## Igra

### Priča
Glavna uloga igre je Tommy Vercetti, čovjek koji je nakon 15 godina izašao iz zatvora u kojem je bio zbog višestrukog ubojstva. Vođa organizacije u kojoj je nekada radio, Sonny Forelli, boji se da će Tommyjevo prisustvo u Liberty Cityju podići tenzije i privući neželjenu pažnju na njegovu kriminalnu organizaciju. Da bi to spriječio, Sonny je "promaknuo" Tommyja i šalje ga u Vice City da glumi njihova kupca kokaina. Tijekom Tommyjeva prvog sastanka s dilerima, dolazi do napada iz zasjede u kojem pogibaju dvojica Tommyjevih tjelohranitelja, Harry i Lee, kao i Victor Vance (glavni lik iz GTA: Vice City Stories). Još je jedna osoba preživjela, koja je pobjegla helikopterom, a to je Lance Vance. Tommy jedva preživi i pobjegne, ali je izgubio sav Forellijev novac i kokain.
Tommy se vraća u svoj hotel, gdje je pozvao Forellija i objasnio mu trenutnu situaciju. Tommy obećava da će vratiti novac i kokain, kao i da će ubiti sve odgovorne za zasjedu. Tommy se opet sastaje s Forellijevim odvjetnikom, Kenom Rosenbergom, koji vodi Tommyja do osrednjog dilera drogom i bivšeg pukovnika Juana Garcije Corteza. Cortez izjavljuje žaljenje zbog Tommyjeva lošeg dogovora i obećava da će ispitati sve moguće sumnjivce. Tommy se također sastaje s Cortezovom kćeri Mercedes.
Dok Tommy čeka rezultat Cortezove istrage, sastaje se s britanskim glazbenim producentom Kentom Paulom, bogatašem Avery Carringtonom i lokalnim kriminalcem Lanceom Vanceom. Lance je, kasnije će se pokazati, pomagao Tommyju jer je njegov brat bio diler koji je ubijen u zasjedi, pa i on traži osvetu.
Kako vrijeme prolazi, Tommy se sprijateljuje s Colonelom Cortezom i počinje redovno raditi za njega kao trčkaralo i plaćeni ubojica. Jedan od njegovih zadataka za Corteza bio je osigurati zaštitu narkobosu Ricardo Diaz tijekom posla s kubanskom bandom Los Cabrones, koju je haićanska banda napala iz zasjede. Tommy radi svoj posao i ubije sve Haićane, nakon čega Diaz počinje upošljavati Tommyja za svoje poslove. Tommy pristaje zbog dobre plaće, unatoč preziranju Diaza.
Tommy od Corteza saznaje da je njegov namjesnik, Gonzalez, djelomično odgovoran za zasjedu za vrijeme Tommyjeva dilanja kokaina, i moli ga da ubije Gonzaleza motornom pilom. Nakon toga, Cortez posumnja na zasjedu protiv Diaza. Tommy prvotno planira nastaviti sa svojom pripremom za jedan od svojih napada, ali je spriječen kad se sam Lance Vance pokuša osvetiti Diazu i ne uspijeva. Lance je zarobljen i odveden na staro odlagalište na mučenje. Tommy juri kroz grad i spašava ga. Nakon obračuna nekoliko mrtvih, dvojica s jurišnim puškama odlaze na pretres Diazove vile. Tamo rane i kasnije likvidiraju Diaza izvan njegova ureda. S mrtvim Diazom, i Colonelom Cortezom u bijegu izvan države da izbjegne uhićenje, na čelo carstva droge u Vice Cityju ubrzo dolaze Tommy i Lance.
Tommy postaje šef svoje organizacije, kriminalne obitelji Vercetti; pa što je Tommy sve moćniji i bogatiji, to je Lance sve više paranoidan i sociopatičan, do te mjere da počinje fizički zlostavljati svoje čuvare i stalno poziva Tommyja u histeričnom stanju.
Tommy također sklapa savez s Umbertom Robinom i Los Cabronesima, protiv Haićana vođenih Auntie Poulet, iako je istovremeno hipnotiziran Pouletinim vuduom. Tommy i Poulet su se zavadili kada je on pomogao u bijegu kubanske bande, koja je dočekala Haićane; nakon toga, Tommy nije više dobrodošao u njihova susjedstva. Na kraju, Tommy i Kubanci kradu eksplozive te raznesu prikrivenu haićansku tvornicu droge, što je značilo kraj moći haićanske bande.
Kako se njegovi poslovi s drogom šire, Tommy kupuje dijelove gotovo propalih tvrtki, poput iznajmljivanja automobilskih zemljišta, skladišta taksija ili brodova, striptiz-bara, noćnog kluba print-shopa za krivotvorenje novca, sladoledaru i tvrtki filmova za odrasle. On također postaje osobni čuvar jednog rock sastava, počasni član bande bajkera, te uspijeva u velikoj pljački banke. Mnoge nekretnine koje kupuje sadrže nekoliko zadataka prije profitiranja.
Obitelj Forelli konačno otkriva da je Tommy uzeo veći dio dobiti od akcija u Vice Cityju bez slanja jednog dijela Sonnyju, kako je bilo dogovoreno. Sonny šalje svoje ljude da iznude novac od Tommyja, ali ih on izbaci. Ljutiti Sonny Forelli stiže u Vice City s manjom vojskom mafijaša i uličnih nasilnika, s namjerom da na silu dobiju što žele. Kad Sonny i njegovi pristaše stižu na imanje Vercetti, Tommy im pokušava dati njihov dio u krivotvorenim novcima, i suočava se sa Sonnyjem zbog hica kojeg nije htio pucati u čovjeka koji se umješao u njihovu svađu. Međutim, Lance, koji je došao ponovo poslati Tommyjev dio od profita, otkriva mu da je sklopio tajni posao s Forellijem da sruši obitelj Vercetti, i govorri Sonnyju da je novac krivotvoren. U vrhuncu priče, Lance, Sonny i sljedbenici pretresaju Tommyjevu vilu.
Tommy prvo ganja, ismijava a zatim i ubija Lancea na vrhu zgrade, nakon čega se na dnu sastane sa Sonnyjem. Tijekom pucnjave, Sonny otkrije da je on namjestio Tommyju prije 15 godina, poslavši ga da ubije jedanaest ljudi koji su ga dočekali. Tommy na kraju ubije Sonnyja u hodniku njegova imanja. Nakon što je uklonio sve neprijatelje, Tommy postaje apsolutni kralj kriminala Vice Cityja. Ken Rosenberg, koji je surađivao s Tommyjem tijekom cijele igre, postaje njegova desna ruka.

### Mjesto radnje
Radnja igre je smještena u izmišljenom Vice City, napravljenog po uzoru na Miami, Florida. Izgled, pogotovo odjeća i vozila, izgledaju poput (katakd i parodirano) njegova okružja u '80-ima. Mnoge su teme posuđene iz poznatih filmova, poput Lica s ožiljkom i Carlitov način, zajedno s hit-serijom 80-ih, Poroci Miamija (Miami Vice). Vice City je također parodija i predaje mnogo pozornosti na kulturu 1980-ih, što se očigledno vidi po automobilima, glazbi, modi, poznatim mjestima i likovima koji se pojavljuju tijekom igre.
Bogata vila Ricarda Diaza, i dramatična borba na kraju priče uvelike podsjećaju na priču u Licu s ožiljkom. Drga je poveznica cjelokupna priča u igri, koja je vrlo slična filmu, pogotovo kod zadnje misije. Također postoji i detaljnijih sličnosti, poput apartmana s okrvavljenom kupaonicom po zidu motornom pilom, što je referenca na scenu filma s mučenjem motornom pilom.

### Likovi
Grand Theft Auto: Vice City se sastoji od više desetaka likova, od kojih se mnogi pojavljuju samo u snimljenim scenama koje opisuju svaku misiju. Glasove posuđuju mnogi glumci, pa tako Ray Liotta je glavni protagonist Tommy Vercetti, Tom Sizemore je Sonny Forelli, Robert Davi je Colonel Juan García Cortez, William Fichtner je Ken Rosenberg, Danny Dyer je Kent Paul, Dennis Hopper je porno redatelj Steve Scott, Burt Reynolds je Avery Carrington, Luis Guzmán je Ricardo Diaz, zvijezda Poroka Miamija Philip Michael Thomas je Lance Vance, Danny Trejo je Umberto Robina, Gary Busey je Phil Cassidy, Lee Majors je "Big" Mitch Baker, Fairuza Balk je Mercedes Cortez, porno glumica Jenna Jameson je Candy Suxxx. Glas vozačice taksija dala je pjevačica sastava Blondie, Debbie Harry.
Unatoč činjenici da glavni lik nije isti kao u Grand Theft Auto III, Vice City sadrži nekolicinu likova iz GTA III u ranijim događajim iz života likova. Donald Love, poslovni tajkun iz GTA III, pojavljuje se kao učenik tajkuna nekretninama Averyja Carringtona. Jednoruki Phil Cassidy iz GTA III pojavljuje se i u Vice Cityju s obje ruke, a u jednoj se misji čak razjašnjava kako je izgubio ruku.
Nekoliko radijskih voditelja iz GTA III također se mogu čuti u ovom nasljedniku; Lazlow, koji je vodio postaju Chatterbox iz GTA III, je DJ za hard-rock postaju, V-Rock na Vice Cityju. Toni, ženski DJ iz Flashback 95.6, radio-postaja 1980-ih na GTA III, pojavljuje se kao mlađi club DJ na pop stanici, Flash FM. Na kraju, Fernando, samohvaleći "nabavljač" žena koji se pojavio na Lazlowovom showu u GTA III, vodi postaju Emotion 98.3. Također, naturist Barry Stark, pozivatelj na Chatterboxu u GTA III, pojavljuje se kao gost na VCPR-u u Vice Cityju.

## Mogućnosti
Igra prati vrlo sličan dizajn i sučelje kao i prethodnica Grand Theft Auto III, jer je Vice City pravljen prema GTA III, s nekoliko nadograda. Igra je vrlo otvorenog trajnja, karakteristično za serijal Grand Theft Auto; iako su zadaci važni za kompletiranje priče i otkrivanje novih dijelova grada, igrač se može uvijek voziti uokolo i razgledati grad u slobodno vrijeme, te činiti što želi ako nije dio zadatka. Mnogi predmeti, poput skrivenih oružja i paketa, su raspršeni okolo, što je bio slučaj i kod prijašnjih GTA naslova.
Igrači mogu krasti vozila, (automobile, brodove, motocikle, čak i helikoptere) kao pomagala u zadacima s pucnjavama iz automobila, pljački, i stvarati kaos općenito. Međutim, takvim se ponašanjem privlači nepoželjna pozornost policije, u težim slučajevima FBI-ja, čak i Nacionalne garde). Ponašanje policije je slično kao u GTA III, iako policajci sada posjeduju palice, bodljikave žice za automobilske gume, kao i SWAT timove iz policijskih helikoptera i pojedince na tajnim zadacima. Policijska se pažnja može skrenuti na mnoge načine.
Novi dodatak igri je sposobnost igrača da kupi mnoge pribore raspodijeljenih po gradu. Neki od njih su skriveni (posebne lokacije gdje se mogu pokupiti oružja i spremiti igra). Također postoje razni poslovi u igri zvani "imovine" koje igrač može kupiti. Oni uključuju filmski studio, plesni klub, striptiz bar, taksi tvrtku, uslugu dostave sladoleda, brodogradilište, tiskaru, ili auto-salon. Svako vlasništvo ima povezani zadatak, poput eliminiranja konkurencije ili krađe opreme. Nakon što su svi zadaci za dobivanje vlasništva izvršeni, ono će izazivati prihode, što će uspješni Vercetti povremeno sakupljati.
Mnoge se bande povremeno pojavljuju u igri, od koji su mnoge važan dio priče. Te bande obično imaju pozitivna ili negativna mišljenja o glavnom liku i ponašaju se u skladu tome. Pucnjave između sukobljenih bandi mogu se spontano započeti i nekoliko misija uključuje organizirane boreb između suprotnih bandi.
Sporedne neobvezne misije se pojavljuju i u Vice Cityju, što omogućuje igraču zadatke poput dostave pizze, vožnje ozljeđenih ljudi u bolnicu, gašenja požara, vožnje putnika u taksiju, članstva u odboru za građansku samozaštitu, ubijanja kriminalaca iz policijskog vozila, i vožnje autobusa. Novčane nagrade ili prednosti u igranju, poput jačanja zdravlja ili poboljšanja oružja, daju se za kompletiranje različitih razina ovih zadataka. Različiti iznosi novca daju se za skokove s motorom ili za brze vožnje automobila.

### Oružje
Oružje korišteno u Grand Theft Auto: Vice Cityju potiče iz prethodnih igara, samo je izbor mnogo prošireniji. Dok je GTA III sadržavala 12 oružja, Vice City ima 35 vrsta oružja podijeljenih u deset klasa (prema prenosivosti, snazi ili funkciji), gdje igrač može nositi samo po jedno oružje iz svake klase. Svaka klasa predstavlja komplet oružja s prednostima i slabostima svakog od njih, poput težine, štete i efikasnosti. Npr., kada igrač u ruci posjeduje poluatomatski pištolj i pronađe revolver Colt Python, može samo zamijeniti pištolj, ali ne može posjedovati oboje, jer su ista kategorija.
Izbor oružja, od hladnih do vatrenih omogućuje se rješavanjem misija. Vatrena se oružja, poput pištolja i pušaka, mogu kupiti u jednoj ilegalnoj trgovini vatrenih oružja u gradu, dok se ostale vrste oružja, poput bejzbolske palice, čekića ili motorne pile, mogu kupiti u običnim trgovinama. U raznim kutovima grada mogu se pronaći i ekstremna oružja poput bacača plamena ili raketnih bacača. Jedina iznimka je fotoaparat, koji se koristio u samo jednom zadatku.
Mnogi portovi Vice Cityja su također modificirali i pojedina oružja. Tako verzija za PlayStation 2 jedina sadrži suzavce, dok PC i Xbox verzija iz Grand Theft Auto: Double Pack izdanja sadrže promijenjena imena oružja. Neke puške promjene boju također.

## Soundtrack
Vice City sadrži veliku zbirku licencirane glazbe iz 1986. i prije, koje se mogu slušati na radio-postajama u automobilima. Svaka se postaja sastoji od različitog glazbenog žanra, poput hip hopa (Wildstyle), rocka (V-Rock) i popa (Wave 103, Flash FM). Puštaju se većinom stvarne pjesme pravih glazbenika, kao što su Megadeth, Electric Light Orchestra, Judas Priest, Toto, Blondie, Iron Maiden, Ozzy Osbourne, David Lee Roth, INXS, Michael Jackson, Kate Bush, Bryan Adams, Go West, Luther Vandross, Kool & the Gang, A Flock of Seagulls, Frankie Goes to Hollywood, Spandau Ballet, Grandmaster Flash, Hashim, Corey Hart, Laura Branigan, REO Speedwagon i Eumir Deodato. Uz to, soundtrack sadrži postaju za talk showove i javnu postaju za debate. Neke radio-postaje, kao i jedna misija, spominju sastav Love Fist. Izdan je i CD soundtrack za videoigru. Verzija za Microsoft Windows omogućuje uvoz mp3 pjesama, tako da igrač može slušati glazbu po želji.
Zajedno s glazbom i intervjuima, radio sadrži i satirične reklame na postajama, poput fiktivne igraće konzole Degenatron, parodije Atari 2600. Reklame su dosljedne s mjestima u igri: Degenatron se pojavljuju na reklamama uz ceste, i trgovinama u kojima igrač može kupovati. Također, postoje reklame za "popularnu" trgovinu vatrenog oružja Ammu-Nation; zatim za dezodorans "Pitbomb", parodiju Right Guarda; te za auto Miabatsu Thunder, parodiju Mitsubishi Stariona, tada utjecajnijeg automobila.

## Reakcije
| Nagrade                                  | Nagrade |
| ---------------------------------------- | --- |
| GameSpot: Najbolje i najgore od 2002.    | Najbolja glazba za PlayStation 2, Najbolja akcijska/avanturistička igra za PlayStation 2, PlayStation 2 igra godine                                                                 |
| IGN: Najbolje od 2002.                   | Najbolja avanturistička igra za PlayStation 2 (izbor urednika i čitatelja), Specijalno postignuće za zvuk (izbor čitatelja), PlayStation 2 igra godine (izbor urednika i čitatelja) |
| Nagrade Britanske akademije za videoigre | Najbolji dizajn, Najbolja PC igra, Najbolja akcijska igra, Nagrada čitatelja Sunday Timesa, Najbolja PlayStation 2 igra, Najbolja glazba                                            |

Grand Theft Auto: Vice City je dobio vrlo pozitivne kritike, kako publike tako i kritičara. Rejting IGN-a Tbio je 9.7 od 10, 9.6/10 od GameSpota, 5/5 od GameProa, i 10/10 od službenog PlayStation magazina. Igra je osvojila 95 od 100 bodova na Metacriticu, poevši se šesto mjesto najrangiranije PlayStation 2 igre na stranici. Općenito je hvaljena zbog otvorenog načina igranja i zabavne rekreacije kulture 1980-ih.
Čitatelji službenog PlayStation magazina proglasili su Vice City 4. najvećom PlayStation videoigrom ikad izdanom.
Prema podacima Take-Two Interactivea, do rujna 2007. prodano je 15 milijuna kopija Grand Theft Auto: Vice Cityja. Od 26. ožujka 2008., Grand Theft Auto: Vice City je prodan u 17.5 milijuna primjeraka, kako navodi Take-Two Interactive, što je čini četvrtom najprodavanijom vidoigrom za PlayStation 2 svih vremena.

## Kontroverze
Poput GTA III, Grand Theft Auto: Vice City je označena kao nasilna i eksplicitna videoigra, te smatra se vrlo kontroverznom po mnogim protektivnim grupama, od kojih neke predlažu roditeljski nadzor kad djeca igraju Vice City, kako igra i nije namijenjena djeci. ESRB je igru označio kao "M", tj. za zreliju publiku. U Australiji, cenzurirana je kao se nebi odbila klasifikacija, tako da je mogućnost uzimanja prostitutke blokirana, pa je igra dobila rejting MA15+. 2010., ove manje blokade su vraćene igri, a ona je zadržala MA15+ rejting.
U studenom 2003., kubanske i haićanske manjine u Floridi napali su sadržaj videoigre. Optužili su Vice City da poziva ljude na ozljeđivanje imgranata iz dvije spomenute zemlje. Oni optužuju da razisam i poziv na genocid privlači velik publicitet za Vice City. Rockstar Games je dao izjavu za medije da razumiju brige Kubanaca i Haićana, ali ito tako izjavljujući da pretjeruju s temom. Nakon većeg pritiska, uključujući i upozorenja newyorškog gradonačelnika Michaela Bloomberga da će "učiniti sve što može" da Rockstar promijeni mišljenje, Take-Two (izdavač igre) je pristao izbaciti neke dijaloge u igri. Taj je čin uvelike zadovoljio skupine koje su se žalile, iako je slučaj tada bio na državnom sudu SAD-a, smanjen s prvotne odluke da se riješi na federalnom sudu. 2004., izdana je nova verzija igre, s ukinutim i promijenjenim dijelovima spornih dijaloga.
U veljači 2005., pokrenuta je parnica protiv proizvođača i distributera serijala Grand Theft Auto optužujući iste da je igra jednog tinejdžera ponukala da nasmrt ustrijeli tri policajca u Alabami. Pucnjava se dogodila u lipnju 2003. kad je 17-godišnji Devin Moore doveden u policijsku postaju u gradu Fayettu na ispitivanje o ukradenom automobilu. Moore je tada dograbio pištolj jednog policajca i ubila njega, policijskog kolegu i dispečera, a zatim pobjegao s policijskim vozilom. Jedan od Mooreovih odvjetnika, Jack Thompson, tvrdio je da je grafički karatkter GTA igara —  s njegovim konstantnim igranjem — ponukao Moorea na ubojstva, s čim se Mooreova obitelj složila. Odštete su se tražile GameStopovih i Wal-Martovih prodavnica u obližnjem gradu Jasperu, gdje su igre GTA III i GTA: Vice City, bile kupljene; kao i od izdavača Take-Two Interactivea, i proizvođača PlayStationa 2 Sonyja. Slučaj "Strickland protiv Sonyja" je vodio isti sudac koji je osudio Devina Moorea na smrt. U svibnju 2008., kritiziran je od strane suca Dave Tunisa zbog neprofesionalnog djelavanja oko slučaja "Strickland protiv Sonyja".
U rujnu 2006., Jack Thompson donio je novu tužbu, tvrdeći da je Cody Posey opsesivno igrao videoigru prije ubojstva svog oca, polumajke i polusestre na ranču u gradiću Hondu, Novi Meksiko. Tužba je podignuta na zahtjev obitelji žrtava. Tijekom suđenja, Poseyjeva obrana je tvrdila da ga je otac zlostavljao, a polumajka mučila. Posey je također uzimao Zoloft za vrijeme ubojstava. Tužba je tumačila da nije bilo opsesivnog igranja Vice Cityja optuženog, ubojstva se ne bi dogodila. Prozvani na suđenji bili su Cody Posey, Rockstar Games, Take-Two Interactive, i Sony. Tužitelji su tražili odštetu od 600 milijuna dolara. Slučaj je odbačen u prosincu 2007., kako država Novi Meksiko nije imala nadležnost nad Sonyjem ili Take-Two Interactiveom.

## Vanjske poveznice
- Službena stranica
- GTA: Vice City na Grand Theft Wiki
- Grand Theft Auto: Vice City kod MobyGames-a